# Diócesis de Belleville
La diócesis de Belleville (en latín: Dioecesis Bellevillensis y en inglés: Roman Catholic Diocese of Belleville) es una circunscripción eclesiástica de la Iglesia católica en Estados Unidos. Se trata de una diócesis latina, sufragánea de la arquidiócesis de Chicago, que tiene Sede Vacante.

## Territorio y organización
La diócesis tiene 30 245 km² y extiende su jurisdicción sobre los fieles católicos de rito latino residentes en 28 condados del estado de Illinois: Alexander, Clay, Clinton, Edwards, Franklin, Gallatin, Hamilton, Hardin, Jackson, Jefferson, Johnson, Lawrence, Marion, Massac, Monroe, Perry, Pope, Pulaski, Randolph, Richland, St. Clair, Saline, Union, Wabash, Washington, Wayne, White y Williamson.
La sede de la diócesis se encuentra en la ciudad de Belleville, en donde se halla la Catedral de San Pedro. En el territorio diocesano también se encuentra el santuario nacional de Nuestra Señora de las Nieves.
En 2020 en la diócesis existían 106 parroquias agrupadas en 5 vicariatos.

## Historia
Las primeras misiones católicas en la región sur de Illinois datan de finales del siglo XVII: los misioneros franceses de Quebec llegaron a Cahokia en 1699 y abrieron una misión allí; en 1700 los misioneros de la Inmaculada Concepción, encabezados por Jacques Marquette, fundaron la misión de Kaskaskia. Las misiones estaban dirigidas principalmente a los indígenas y dependían del obispo de Quebec.
El conflicto entre franceses y británicos terminó con la derrota de los franceses (y sus aliados indígenas) y la firma del Tratado de París en 1763 puso fin a 60 años de colonización francesa en el país de los Ilinueses y al trabajo de los misioneros franceses; su trabajo, iglesias y obras construidas fueron abandonadas o perdidas.
A principios del siglo XIX se erigieron algunas capillas e iglesias en los territorios de la actual diócesis para el cuidado de inmigrantes católicos que poblaban cada vez más estas regiones: San Patricio en Ruma y San Francisco en St. Francisville en 1818; y San Agustín de Canterbury en Hecker en 1824. Estas fueron las primeras de una larga serie de iglesias, más de 80, abiertas en la región en el período anterior a la erección de la diócesis. Además de las iglesias, la comunidad católica, compuesta principalmente por inmigrantes alemanes, destinó sus recursos a la fundación y apertura de escuelas católicas.
La diócesis fue erigida el 7 de enero de 1887 con el breve Maius animarum del papa León XIII, obteniendo el territorio de la diócesis de Alton (hoy diócesis de Springfield en Illinois).
La diócesis se vio envuelta en un escándalo por los abusos sexuales a menores cometidos en los años setenta del siglo XX por el sacerdote Raymond Kownacki; los líderes de la diócesis, a pesar de conocer los hechos, no intervinieron hasta 1995, cuando lo destituyeron de cualquier cargo pastoral. En agosto de 2008 la diócesis fue condenada en primera instancia a pagar 5 millones de dólares a una víctima de Kownacki, sentencia confirmada en apelación en 2011. En octubre de 2009 la diócesis puso fin a otro juicio con el pago de 1.2 millones de dólares a otra víctima de Kownacki. Se llegó a un segundo trato en 2011, con otra víctima de Kownacki, que fue por 6.3 millones de dólares, otros tres en marzo de 2012, con dos víctimas de Kownacki y una de Jerome Ratermann.

## Estadísticas
De acuerdo al Anuario Pontificio 2021 la diócesis tenía a fines de 2020 un total de 126 000 fieles bautizados.
| Año                                                                             | Población            | Población | Población      | Sacerdotes | Sacerdotes    | Sacerdotes    | Bautizados por sacerdote | Diáconos permanentes | Religiosos | Religiosos | Parroquias |
| Año                                                                             | Bautizados católicos | Total     | % de católicos | Total      | Clero secular | Clero regular | Bautizados por sacerdote | Diáconos permanentes | Varones    | Mujeres    | Parroquias |
| ------------------------------------------------------------------------------- | -------------------- | --------- | -------------- | ---------- | ------------- | ------------- | ------------------------ | -------------------- | ---------- | ---------- | ---------- |
| 1950                                                                            | 82 970               | 789 488   | 10.5           | 180        | 144           | 36            | 460                      |                      | 53         | 792        | 138        |
| 1959                                                                            | 105 093              | ?         | ?              | 209        | 176           | 33            | 502                      |                      | 67         | 802        | 138        |
| 1966                                                                            | 118 921              | 790 302   | 15.0           | 238        | 193           | 45            | 499                      |                      | 72         | 803        | 132        |
| 1970                                                                            | 116 092              | 790 302   | 14.7           | 219        | 165           | 54            | 530                      |                      | 87         | 662        | 129        |
| 1976                                                                            | 116 772              | 807 682   | 14.5           | 210        | 166           | 44            | 556                      | 1                    | 64         | 519        | 118        |
| 1980                                                                            | 122 147              | 828 000   | 14.8           | 212        | 169           | 43            | 576                      | 2                    | 53         | 434        | 129        |
| 1990                                                                            | 123 686              | 885 000   | 14.0           | 184        | 146           | 38            | 672                      | 26                   | 49         | 345        | 129        |
| 1999                                                                            | 109 233              | 853 645   | 12.8           | 183        | 142           | 41            | 596                      | 36                   | 10         | 265        | 127        |
| 2000                                                                            | 105 266              | 848 732   | 12.4           | 161        | 121           | 40            | 653                      | 33                   | 51         | 257        | 125        |
| 2001                                                                            | 107 425              | 849 925   | 12.6           | 154        | 120           | 34            | 697                      | 33                   | 47         | 250        | 124        |
| 2002                                                                            | 104 022              | 845 906   | 12.3           | 152        | 118           | 34            | 684                      | 32                   | 46         | 238        | 124        |
| 2003                                                                            | 107 041              | 845 906   | 12.7           | 155        | 116           | 39            | 690                      | 29                   | 50         | 220        | 124        |
| 2004                                                                            | 103 818              | 845 762   | 12.3           | 165        | 119           | 46            | 629                      | 28                   | 57         | 227        | 124        |
| 2006                                                                            | 111 000              | 857 000   | 13.0           | 152        | 110           | 42            | 730                      | 28                   | 54         | 166        | 124        |
| 2012                                                                            | 118 900              | 902 000   | 13.2           | 151        | 107           | 44            | 787                      | 26                   | 55         | 309        | 117        |
| 2015                                                                            | 121 600              | 922 000   | 13.2           | 137        | 98            | 39            | 887                      | 37                   | 45         | 124        | 109        |
| 2018                                                                            | 124 280              | 942 330   | 13.2           | 133        | 93            | 40            | 934                      | 36                   | 43         | 113        | 107        |
| 2020                                                                            | 126 000              | 955 540   | 13.2           | 125        | 87            | 38            | 1008                     | 42                   | 42         | 102        | 106        |
| Fuente: Catholic-Hierarchy, que a su vez toma los datos del Anuario Pontificio. |                      |           |                |            |               |               |                          |                      |            |            |            |

Escuelas secundarias
- Althoff Catholic High School, Belleville
- Gibault Catholic High School, Waterloo
- Mater Dei High School, Breese

## Episcopologio
- John Janssen † (28 de febrero de 1888-2 de julio de 1913 falleció)
- Henry J. Althoff † (4 de diciembre de 1913-3 de julio de 1947 falleció)
- Albert Rudolph Zuroweste † (29 de noviembre de 1947-30 de agosto de 1976 retirado)
- William Michael Cosgrove † (30 de agosto de 1976-19 de mayo de 1981 renunció)
- John Nicholas Wurm † (19 de septiembre de 1981-27 de abril de 1984 falleció)
- James Patrick Keleher (23 de octubre de 1984-28 de junio de 1993 nombrado arzobispo de Kansas City)
- Wilton Daniel Gregory (29 de diciembre de 1993-9 de diciembre de 2004 nombrado arzobispo de Atlanta)
- Edward Kenneth Braxton (15 de marzo de 2005-3 de abril de 2020 retirado)
- Michael George McGovern (3 de abril de 2020 - 31 de marzo de 2025 nombrado arzobispo de Omaha